# Спеціальні методи збагачення корисних копалин

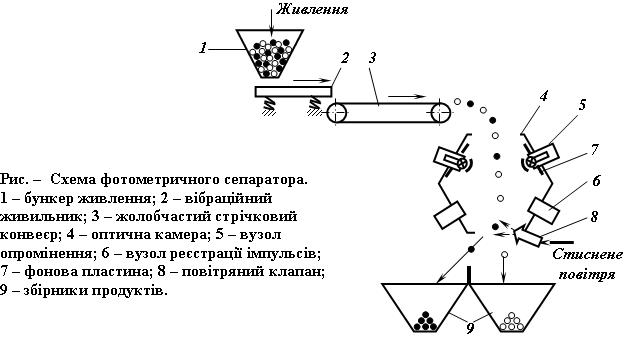
Сепаратор фотометричний

Спеціальні методи збагачення корисних копалин основані на відмінності корисного компонента і пустої породи за:
- кольором та блиском;
- радіоактивним випромінюванням;
- твердістю;
- пружністю;
- формою зерен;
- коефіцієнтом тертя;
- характером зміни грудок матеріалу при термічному впливі (декрипітація);
- характером переведення компонентів твердих корисних копалин в інші фазові стани (вилуговування);
- за електрокінетичними властивостями поверхні мінералів і породи, їх адгезійними властивостями, ліофільністю, намагнічуваністю та ін.

## Загальна характеристика
Спеціальні методи збагачення базуються на використанні різниці у зовнішньому вигляді розділюваних мінералів (колір, блиск, форма зерен), а також на використанні специфічних властивостей деяких мінералів (радіоактивність, здатність до люмінесценції).
Розрізняють такі способи радіометричного збагачення:
- авторадіометричний — базується на використанні випромінювання (головним чином γ-випромінювання) природно радіоактивних хімічних елементів; застосовується при збагаченні уранових руд;
- фотонейтронний — оснований на використанні відмінностей в інтенсивності нейтронного випромінювання, що випускається мінералами, при опроміненні руди γ-променями; застосовується при збагаченні берилієвих руд, так як ядра берилію випускають нейтрони при опроміненні γ-променями;
- люмінесцентний — оснований на використанні відмінностей в інтенсивності люмінесценції мінералів під дією рентгенівського або ультрафіолетового випромінювання. Здатністю до люмінесценції володіють кальцит, шеєліт і інші мінерали; в промисловому масштабі цей процес застосовують при збагаченні алмазів;
- фотометричний — оснований на використанні відмінностей мінералів відбивати, пропускати або заломлювати світло; застосовується для збагачення кварцу, крейди, магнетиту, золотовмісних руд;
- нейтронно-активаційний — оснований на використанні відмінностей в інтенсивності випромінювання радіоактивних ізотопів, що утворюються при опроміненні руди потоком нейтронів; застосовується при сортуванні флюоритових руд;
- гамма-абсорбційний — оснований на використанні відмінностей мінералів в здатності поглинати рентгенівські або γ-промені; застосовується при збагаченні залізних руд;
- нейтронно-абсорбційний — оснований на використанні відмінностей мінералів послаблювати потік нейтронів внаслідок їх захоплення ядрами хімічних елементів; застосовується при збагаченні руд бору.

Основні задачі сортування полягають у наступному:
- виділення чистих мінералів або мінералів, придатних для використання без подальшого збагачення. Дана технологія використовується при вибірці коштовного, напівкоштовного і виробного каміння;

- попередня концентрація цінного компонента. При попередньому збагаченні кондиційних руд метою цієї операції є підвищення продуктивності збагачувальної фабрики і зниження собівартості продукції. При попередньому збагаченні некондиційних руд метою попередньої концентрації є отримання максимального виходу концентрату з мінімально допустимим вмістом цінного компонента;
- розділення корисної копалини на окремі технологічні типи, які відрізняються за властивостями і речовинним складом. Головна мета операції — підвищення селективності розділення;
- отримання крупногрудкових концентратів для хімічної і металургійної переробки;
- доводка чорнових концентратів, отриманих іншими способами.

## Область застосування спеціальних методів збагачення
Потрібно зазначити, що область застосування спеціальних методів збагачення значно менша, ніж традиційних. У більшості випадків спеціальні методи застосовуються в комбінації з гравітаційними, флотаційними, магнітними методами збагачення або один з одним. У таблиці наведено властивості мінералів і методи їх збагачення.
| Властивості мінералів                                        | Методи збагачення                                     | Приклади застосування                                                  |
| ------------------------------------------------------------ | ----------------------------------------------------- | ---------------------------------------------------------------------- |
| 1. Колір, блиск, радіоактивне випромінювання                 | породовибірка, рудорозбірка, радіометричне сортування | ручне збагачення, оптична сепарація                                    |
| 2. Твердість                                                 | збагачення за твердістю                               | вибіркове дроблення                                                    |
| 3. Пружність                                                 | збагачення за пружністю                               | збагачення гравію                                                      |
| 4. Форма зерен                                               | збагачення за формою                                  | грохочення за формою                                                   |
| 5. Коефіцієнт тертя                                          | збагачення за тертям                                  | збагачення азбестових руд                                              |
| 6. Здатність розчинятися в неорганічних сполуках             | хімічне вилуговування                                 | збагачення уранових та ін. руд                                         |
| 7. Змочуваність (ліофільність)                               | селективна масляна агрегація                          | збагачення тонких гідрофобних мінералів (вугілля, сульфідних руд тощо) |
| 8. Змочуваність (ліофільність)                               | селективна полімерна флокуляція                       | збагачення тонкодисперсного вугілля                                    |
| 9. Електрокінетичні властивості поверхні                     | селективна електролітна коагуляція                    | збагачення тонкодисперсного вугілля                                    |
| 10. Адгезія та сорбція                                       | концентрація на носіях                                | адгезійне і сорбційне збагачення золота та алмазів                     |
| 11. Намагнічуваність                                         | флокуляційна концентрація                             | збагачення шлаків сталеплавильного виробництвамідний концентрат        |
| 12. Властивості взаємодіяти з бактеріями або їх метаболітами | бактеріальне вилуговування                            | збагачення руд різних металів                                          |

## Класифікація спеціальних методів збагачення
Спеціальні методи можна класифікувати на такі види:
- сортування;
- збагачення з використанням ефектів взаємодії зерен компонентів, що розділяються, з робочою поверхнею сепаратора;
- збагачення з використанням ефектів взаємодії зерен компонентів, що розділяються, між собою;
- збагачення на основі селективно направленої зміни розмірів зерен компонентів корисної копалини;
- збагачення з використанням вибіркового характеру фазових переходів компонентів корисної копалини (комбіновані методи збагачення);
- збагачення на основі різних поверхневих властивостей компонентів, що розділяються.